# 1853年11月30日日食
1853年11月30日日食为一次在协调世界时1853年11月30日出現的日全食。該次日食食分為1.0485，食甚維持4分28秒。

## 概述
這次日食的食分是1.0485，全食維持4分28秒。

## 基本參數
- 類型：日全食
- 食甚資料：
  - 日期：1853年11月30日
  - 時間：19時15分39秒
  - 地點：12S 109W
  - 食分：1.0485
  - 日全食持續時間：4分28秒

## 外部連結
- NASA日食專頁（页面存档备份，存于）（英文）